# Бахрейнско-пакистанские отношения
Бахрейнско-пакистанские отношения — двусторонние отношения между Бахрейном и Пакистаном. Дипломатические отношения между странами были установлены 14 октября 1971 года.

## История
В 2011 году в Бахрейне вспыхнуло восстание, одной из причин которого стало то, что правящая верхушка Бахрейна принадлежит к суннитам, а большинство населения страны являются шиитами. Пакистанское руководство заняло сторону бахрейнского правительства и дало команду набрать несколько тысяч вышедших на пенсию сотрудников вооружённых сил и направить их в Манаму. Данное решение Пакистана вызвало серьёзное недовольство Ирана, который крайне негативно отреагировал на отправку пакистанских добровольцев для подавления шиитского восстания в Бахрейне. Пакистанское руководство заявило, что данный шаг по отправке добровольцев в Бахрейн не имеет антииранской направленности и Пакистан придерживается нейтралитета в Холодной войне на Ближнем Востоке. 18 марта 2014 года король Бахрейна Хамад ибн Иса Аль Халифа провёл трёх дневные переговоры в Исламабаде с премьер-министром Пакистана Навазом Шарифом. Лидеры обеих стран подчеркнули дружественный характер двусторонних отношений и пришли к согласию по дальнейшему расширению торгово-экономических контактов.